# Politique au Nicaragua

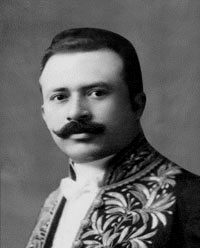
Rodolfo Espinosa Ramírez, Vice-Président du Nicaragua entre 1933 et 1936.

Le Nicaragua est une république présidentielle multipartite, où le président est à la fois chef de l’État et chef du gouvernement. Le pouvoir exécutif est exercé par le gouvernement tandis que le pouvoir législatif est partagé entre le gouvernement et l’Assemblée nationale. Le pouvoir judiciaire est quant à lui indépendant de l’exécutif et du législatif.
Le Nicaragua de Daniel Ortega est considéré comme une dictature et les résultats des élections ne sont reconnus ni par les organisations internationales, ni par les États-Unis, ni par l'Union européenne,.

## Constitution
En 1995, les autorités exécutives et législatives négocient une réforme de la constitution sandiniste de 1987, qui donne de nouveaux pouvoirs à l’Assemblée nationale, dont le droit de révoquer un veto présidentiel par un vote à la majorité simple.

### Réforme de 2024
Une réforme constitutionnelle est adoptée en 2024. Elle met fin à la séparation des pouvoirs et prévoit que le pays soit dirigé par un président et une coprésidente, en pratique Daniel Ortega et son épouse Rosario Murillo. Les experts considèrent que cette constitution entérine « une dictature de facto ».

## Pouvoir exécutif
| Fonction        | Nom             | Parti | Depuis          |
| --------------- | --------------- | ----- | --------------- |
| Président       | Daniel Ortega   | FSLN  | 10 janvier 2007 |
| Vice-présidente | Rosario Murillo | FSLN  | 10 janvier 2017 |

Le président et le vice-présidents sont élus pour cinq ans. Le président nomme le Conseil des ministres.

### Galerie présidentielle partielle

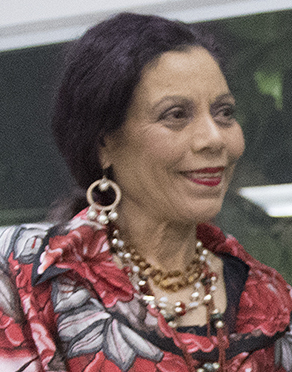
Rosario Murillo 2017-présent

Présidence

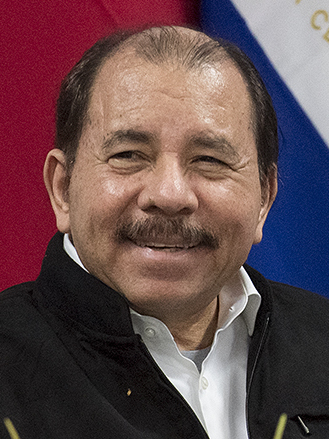
Daniel Ortega 1979-1990 2007-présent
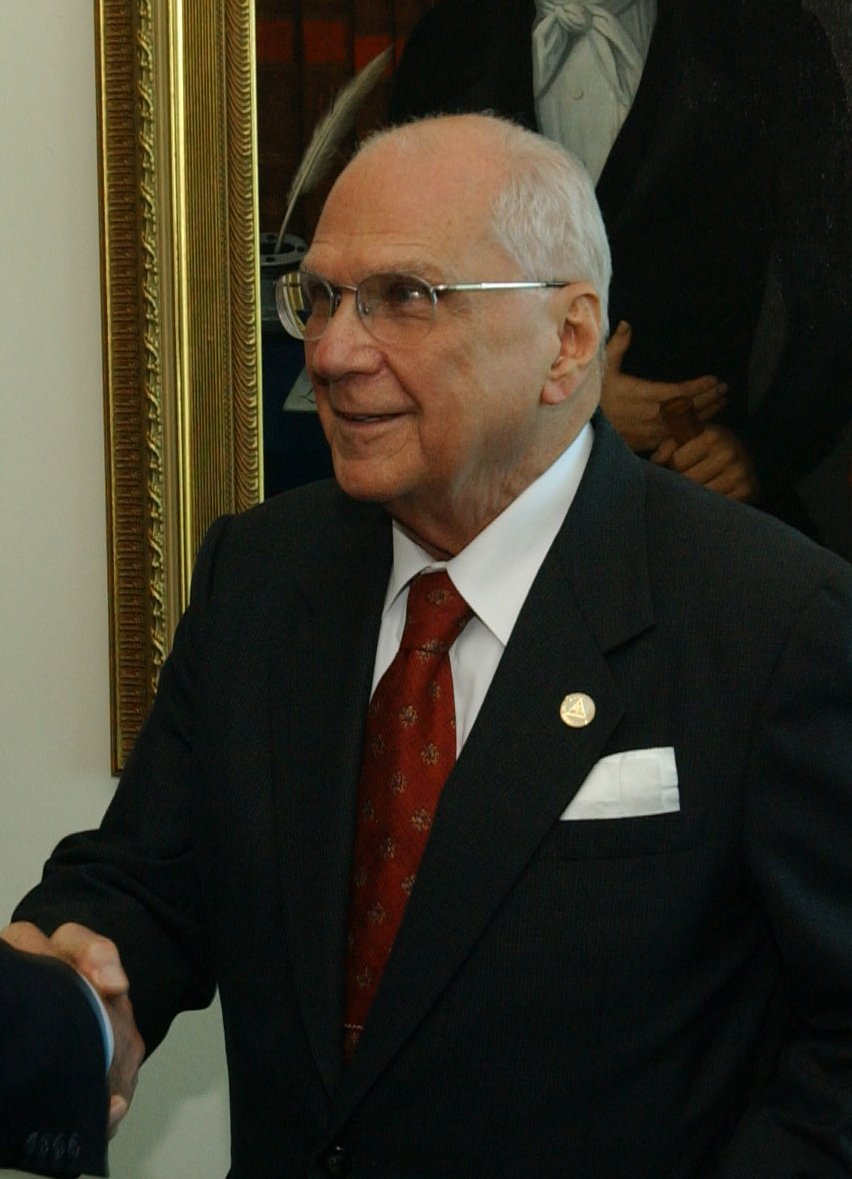
Enrique Bolaños Geyer 2002-2007

Vice-présidence (es)
- Rosario Murillo
2017-présent

## Pouvoir législatif
L’Assemblée nationale est composée d'une seule chambre de 92 membres, dont 90 députés élus au suffrage populaire, auxquels viennent s’ajouter le président sortant et le candidat arrivé deuxième à l’élection présidentielle précédente.
| Partis                                   | National  | National | National | Circonscription | Circonscription | Circonscription | Total sièges | +/– |
| Partis                                   | Votes     | %        | Sièges   | Votes           | %               | Sièges          | Total sièges | +/– |
| ---------------------------------------- | --------- | -------- | -------- | --------------- | --------------- | --------------- | ------------ | --- |
| Front sandiniste de libération nationale | 1,590,316 | 65.86    | 14       | 1,608,395       | 66.46           | 56              | 70           | +7  |
| Parti libéral constitutionnaliste        | 369,342   | 15.30    | 3        | 375,432         | 15.51           | 10              | 13           | +11 |
| Parti libéral indépendant                | 162,043   | 6.71     | 1        | 117,626         | 4.86            | 1               | 2            | -25 |
| Alliance libérale nicaraguayenne         | 137,541   | 5.70     | 1        | 137,078         | 5.66            | 1               | 2            | +2  |
| Parti conservateur                       | 106,027   | 4.39     | 1        | 110,568         | 4.57            | 0               | 1            | +1  |
| Alliance pour la République              | 49,329    | 2.04     | 0        | 70,939          | 2.93            | 1               | 1            | +1  |
| YATAMA                                   | –         | –        | –        | 30,901          | 1.28            | 1               | 1            | -1  |
| Invalidés/votes blancs                   | 104,912   | –        | –        | 104,401         | –               | –               | –            | –   |
| Total                                    | 2,414,598 | 100      | 20       | 2,450,939       | 100             | 70              | 90           | 0   |
| Votes enregistrés/participation          |           |          | –        |                 |                 | –               | –            | –   |
| Source: El 19 Digital                    |           |          |          |                 |                 |                 |              |     |

Les deux sièges restants sont occupés par Maximino Rodríguez, arrivé deuxième aux présidentielles, et Omar Halleslevens, vice-président sortant.

## Pouvoir judiciaire
La réforme constitutionnelle de 1995 renforça l’indépendance de la Cour suprême et augmenta le nombre de magistrats à douze, contre neuf auparavant,  puis à seize en 2000. Les magistrats sont nommés par les partis politiques et élus par l’Assemblée nationale pour cinq ans.
Le Conseil électoral suprême organise et supervise les élections, plébiscites et référendums. Il compte sept magistrats élus pour cinq ans par l’Assemblée nationale.

## Droits de l'homme
La répression des manifestations en 2018 a fait 320 morts selon l'ONU.
Une répression contre l'Église catholique est menée par les autorités depuis 2018, lorsque celle-ci a soutenu les demandes des manifestants.
Son Indice de démocratie 2024 selon The Economist est 2.09 sur 10, soit un régime autoritaire. Le Nicaragua se situe au 147e rang des pays étudiés et est classé dernier pour la région Amérique latine et Caraïbes. Pour Freedom House, le score du Nicaragua en 2024 en termes de libertés civiles et droits politiques est 14 sur 100.

## Ingérences extérieures
En mars 2007, dans un câble diplomatique ultérieurement divulgué par Wikileaks, l’ambassadeur américain au Nicaragua demande au Département d’État de mobiliser « environ 65 millions de dollars en sus des budgets antérieurs pour les quatre ans à venir – jusqu’aux prochaines élections présidentielles » afin de financer « le renforcement de partis politiques, d’ONG démocratiques et d’attribuer dans de brefs délais de petites dotations d’un montant variable aux groupes qui mènent des actions critiques pour défendre la démocratie au Nicaragua, font avancer nos intérêts et s’opposent à ceux qui nous dénigrent ».
L'Alliance libérale nicaraguayenne a particulièrement bénéficié du soutien des États-Unis par l’intermédiaire de l’Institut républicain international et de l’Institut national démocratique des affaires internationales.